# Юферсный узел

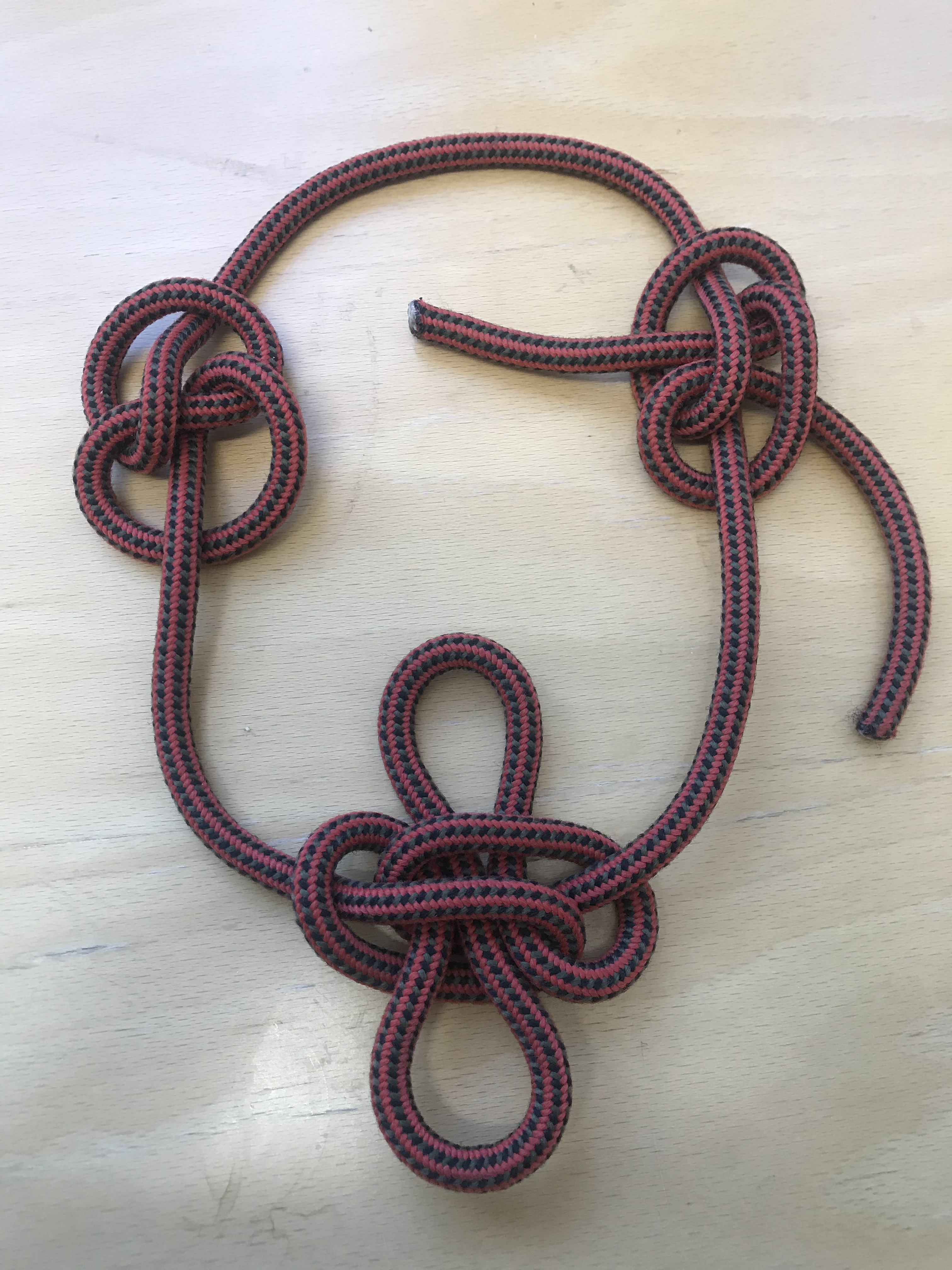
слева — юферсный узел,
справа — кунгурский

Ю́ферсный у́зел (англ. Lanyard Knot; Blimp knot) — морской стопорный легко развязываемый узел, который предназначен для натягивания вант с помощью тросовых талрепов и юферсов.
Узел назван по наименованию блока (юферса), применяемого на паруснике для натягивания «стоячего» такелажа. Завязанный на конце троса, фиксирует его в одном из трёх отверстий этой снасти.
Подходит для завязывания на тросах из растительных материалов.
Также является декоративным узлом на тесьме на очках.

## Способ завязывания
Существуют два способа завязывания юферсного узла:
- Из простого узла
- Из восьмёрки

## Признаки
Плюсы
- Выдерживает рывки[11]
- Не скользит по тросу[11]

Минусы
- Сложно завязывать[11]

## Применение
В быту
- Украшение на тесьме очков
- Стопорный узел

В морском деле
- Стопорный узел